# OB星协
OB星協是年輕的星協，擁有10至100顆大質量的O和B型的恆星。它們應該是在同一個巨大分子雲中誕生的小個體，一旦外面的氣體和塵埃被吹散之後，剩餘的恆星便不再受到引力约束而開始疏遠。相信在銀河系內的許多亮星都是在OB星協中形成的。
O型星的生命都很短暫，大約在百萬～数百万年後就會發展成為超新星。這樣的結果使得OB星協通常都只有幾百萬年或更短的年齡，在星協中的OB星會在一千萬年之內耗尽核燃料而爆发为超新星，星协自此完全消失。（相較之下，目前的太陽已經有50億歲了）
依巴谷衛星在太陽附近的650秒差距內發現了一打的OB星協。最靠近的OB星協是天蠍-半人馬星協，距離太陽大約400光年。
在大麥哲倫星系和仙女座大星系也都有OB星協。這些星協的結構非常鬆散，直徑可以橫跨過1,500光年。

## 另見
- 星协
- R星協
- T星協
- OB 星